# Particules Janus

Vue schématique d'une particule Janus sphérique typique, avec deux faces distinctes. Les côtés A et B représentent deux surfaces ayant des propriétés physiques ou chimiques différentes.

Les particules Janus sont des types particuliers de nanoparticules ou de microparticules dont la surface comporte des régions ayant au moins deux propriétés physiques distinctes,. Cette différence entre les régions permet à deux types de réactions chimiques différentes de se produire sur la même particule. Le cas le plus simple d'une particule Janus s'obtient en divisant la particule en deux parties distinctes, chacune d'elles étant constituée d'un matériau différent, ou portant des groupes fonctionnels différents. Par exemple, une particule Janus peut avoir une moitié de sa surface composée de groupes hydrophiles et l'autre moitié de groupes hydrophobes. Des particules Janus peuvent également avoir deux surfaces ayant une différence de couleur, de fluorescence ou de propriétés magnétiques. Ceci confère à ces particules des propriétés uniques liées à leur structure asymétrique et/ou leur fonctionnalisation.

## Histoire
Le terme « particule Janus » a été inventé par l'auteur Leonard Wibberley dans son roman de 1962 The Mouse on the Moon, adapté au cinéma en 1963 comme un dispositif de science-fiction pour les voyages dans l'espace.
Le terme a été utilisé pour la première fois dans un contexte scientifique par C. Casagrande et al. en 1988 pour décrire des particules de verre sphériques dont l'un des hémisphères était hydrophile et l'autre hydrophobe. Ces billes amphiphiles avaient été synthétisées en protégeant un hémisphère avec un vernis et en traitant chimiquement l’autre hémisphère avec un réactif silane. Cette méthode permettait d'obtenir une particule présentant des zones hydrophiles et des zones hydrophobes en surface égales. En 1991, Pierre-Gilles de Gennes évoque le terme de « particule Janus » au cours de sa conférence de prix Nobel. Leur nom provient du dieu Janus, divinité romaine à deux visages. De Gennes a fortement encouragé le développement des particules Janus en soulignant que ces « grains Janus » avaient la propriété unique de s'auto-assembler de manière dense aux interfaces liquide-liquide, tout en permettant le transport de matière à travers les espaces entre les particules amphiphiles solides.
En 1976, Nick Sheridon de Xerox a breveté un écran d'affichage en forme de boule tournante, dans lequel il faisait référence à une « pluralité de particules qui ont une anisotropie électrique ». Sans utiliser le terme « particules Janus » (celui-ci n'ayant pas encore été utilisé), Cho et Lee avaient également signalé des particules correspondant à cette description en 1985. Ils avaient introduit des réseaux asymétriques de polystyrène / polyméthacrylate de méthyle (en anglais : poly(methyl methacrylate), ou PMMA) issus de la polymérisation par émulsion. Un an plus tard, Casagrande et Veyssie ont rapporté la synthèse de billes de verre rendues hydrophobes sur un seul hémisphère à l'aide d'octadécyltrichlorosilane, tandis que l'autre hémisphère était protégé par un vernis à base de cellulose. Les billes de verre ont été étudiées pour leur capacité à stabiliser les processus d'émulsification. Quelques années plus tard, Binks et Fletcher ont étudié la mouillabilité des billes Janus à l'interface entre de l'huile et de l'eau. Leur conclusion était que les particules Janus sont à la fois tensioactives et amphiphiles, alors que les particules homogènes ne sont que tensioactives. Vingt ans plus tard, une pléthore de particules Janus de différentes tailles, formes et propriétés ont été rapportées, avec des applications dans les domaines du textile, des capteurs, de la stabilisation des émulsions et de l'imagerie par champ magnétique. De nombreuses variétés de particules Janus, avec des diamètre entre 10 µm et 53 μm, sont actuellement disponibles dans le commerce auprès de Cospheric, qui détient un brevet sur la méthode de revêtement hémisphérique pour les microéléments.

## Synthèse
La synthèse des nanoparticules Janus nécessite de pouvoir créer sélectivement chacune des deux faces d'une particule de taille nanométrique avec des propriétés chimiques différentes, de manière rentable et fiable, afin de produire la particule souhaitée avec un rendement élevé. Au départ, la tâche était difficile, mais les techniques ont été affinées pour la rendre plus simple. Actuellement, il existe trois techniques principales pour la synthèse des nanoparticules Janus.

### Masquage

Vue schématique de la synthèse des nanoparticules Janus par masquage. 1) Des nanoparticules homogènes sont placées sur une surface de telle manière qu'un seul hémisphère soit exposé. 2) La surface exposée est soumise à un produit chimique 3) qui modifie ses propriétés. 4) L'agent masquant est ensuite retiré, libérant les nanoparticules Janus.

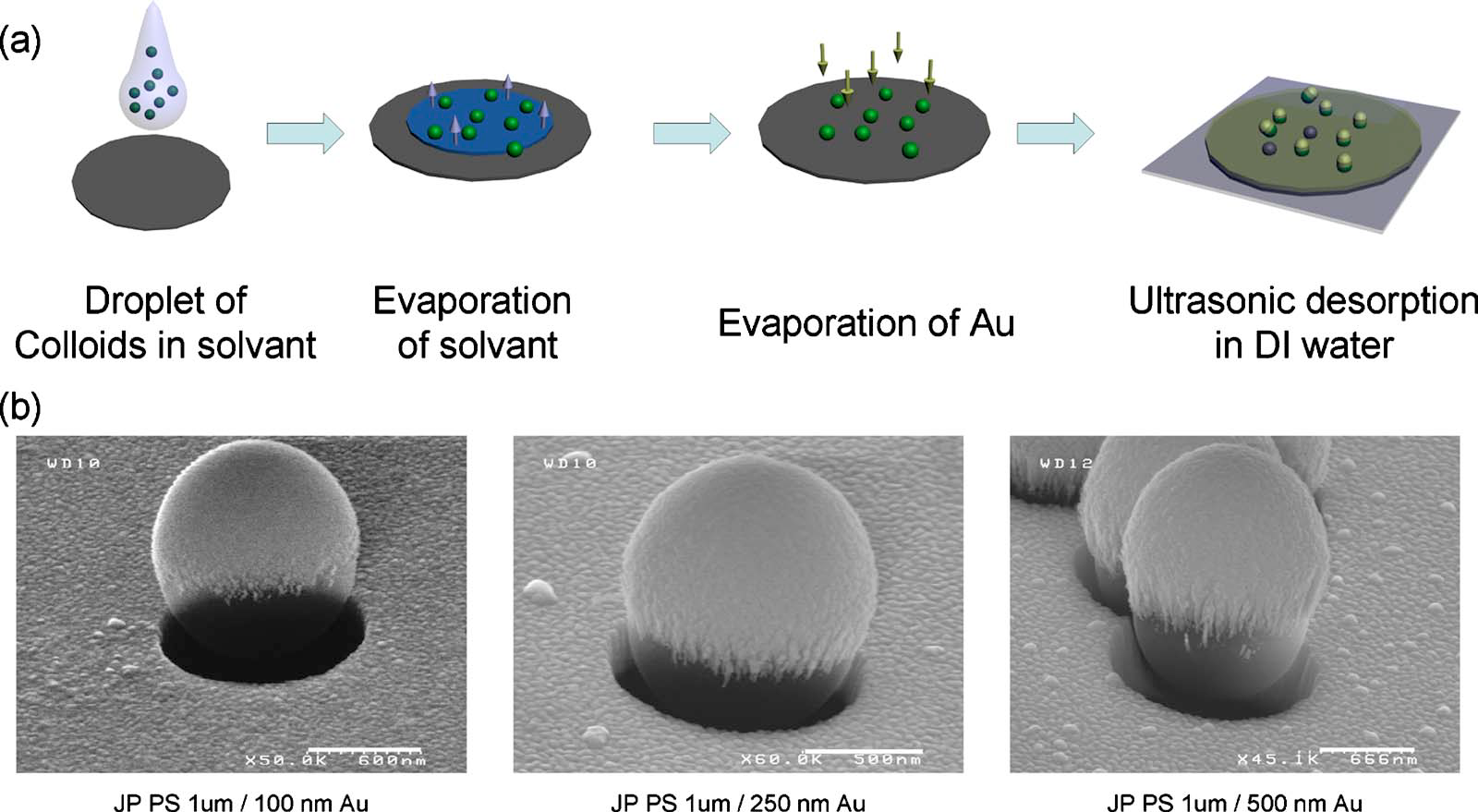
(a) Représentation schématique d’un processus de microfabrication par masquage. Après avoir créé une monocouche de particules fluorescentes, des bicouches de 1:10 Ti/Au sont déposées sur la moitié supérieure des particules. La plaquette est ensuite placée dans un bécher contenant 2 ml d'eau déionisée et agitée par sonication pendant 2 heures pour les remettre en suspension. (b) Les micrographies SEM montrent les trois types de particules Janus fabriqués.

Le masquage a été l’une des premières techniques de synthèse des nanoparticules Janus. Elle a été développée en reproduisant des synthèses de particules plus grosses et en les réduisant à l'échelle nanométrique,,. Le masquage, comme son nom l'indique, implique la protection d'une face de la nanoparticule. Ensuite, la surface non protégée est modifiée. Enfin, la protection est enlevée. Deux techniques de masquage sont courantes pour produire des particules Janus, le dépôt par évaporation, et la technique de l'interface de phase, où la nanoparticule est suspendue à l'interface entre deux phases. Cependant, seule la technique de l'interface de phases s’adapte bien à l’échelle nanométrique.
La technique de l'interface de phase consiste à piéger des nanoparticules homogènes à l'interface entre deux phases non miscibles. Elle implique généralement des interfaces liquide-liquide et liquide-solide, mais une méthode d'interface gaz-liquide a également été décrite,.
La technique utilisant une interface liquide-liquide est illustrée dans un article de Gu et al., dans lequel les auteurs expliquent qu'ils ont fabriqué une émulsion à partir d'eau et d'huile, à laquelle ils ont ajouté des nanoparticules de magnétite. Les nanoparticules se sont agrégé à l'interface entre l'eau et l'huile, formant une émulsion Pickering. Ensuite, du nitrate d’argent a été ajouté au mélange, entraînant le dépôt de nanoparticules d’argent à la surface des nanoparticules de magnétite. Ces particules Janus ont ensuite été fonctionnalisées par l'ajout de différents ligands ayant une affinité spécifique soit pour le fer, soit pour l'argent. Cette technique peut également utiliser de l’or ou un alliage de fer-platine à la place de la magnétite.
Une technique similaire utilise une interface gaz-liquide, et a été développée par Pradhan et al.. Dans cette approche, des nanoparticules d'or recouvertes d'alcanethiolate ont été placées dans de l’eau, provoquant la formation d’une monocouche de nanoparticules d’or hydrophobes à la surface. La pression de l’air a ensuite été augmentée, forçant la couche hydrophobe à s'enfoncer dans l’eau, réduisant ainsi l'angle de contact. Lorsque l'angle de contact est arrivé au niveau souhaité, un thiol hydrophile, le 3-mercaptopropane-1,2-diol, a été ajouté à l'eau, ce qui a amené le thiol hydrophile à entrer en compétition avec les thiols hydrophobes, pour finalement les remplacer, entraînant la formation de nanoparticules Janus amphiphiles.
Les techniques basées sur une interface liquide-liquide ou gaz-liquide posent un problème dans la mesure où les nanoparticules peuvent pivoter et se retourner dans la solution, ce qui peut conduire á un dépôt sur deux faces opposées. Une technique hybride liquide-liquide/liquide-solide a été introduite pour la première fois par Granick et al. pour résoudre ce problème dans le cas d'une interface liquide-liquide. Dans cette technique, l'huile est remplacée par de la paraffine fondue et la magnétite par des particules de silice. Lorsque la solution se refroidit, la cire se solidifie, emprisonnant un hémisphère de chaque particule, laissant l’autre hémisphère exposé. L'eau est ensuite filtrée et les particules se retrouvent piégées dans la cire. Elles sont ensuite exposées à une solution de méthanol contenant du (3-aminopropyl)-triéthoxysilane, qui réagit avec la partie de la surface exposée. La solution de méthanol est ensuite filtrée et la cire est dissoute en utilisant du chloroforme, libérant ainsi les particules nouvellement formées. Liu et al. ont rapporté la synthèse de nanoparticules Janus de silice-aminopropyl-triméthoxysilane en forme de gland et de champignon en utilisant la méthode hybride liquide-liquide/liquide-solide développée par Granick et al. Ils ont exposé des particules de silice homogènes, fonctionnalisées avec du (3-aminopropyl)-triméthoxysilane et enrobées de cire, à une solution de fluorure d'ammonium, qui a imprégné la surface exposée. Cependant, la technique hybride liquide-liquide/liquide-solide présente certains inconvénients. Lorsqu'elles sont exposées au deuxième solvant au cours de la fonctionnalisation, certaines particules peuvent se libérer de la cire, ce qui donne lieu à des particules homogènes au lieu de particules Janus. Ceci peut être partiellement corrigé en utilisant des cires ayant des points de fusion plus élevés, ou encore en effectuant une fonctionnalisation à des températures plus faibles. Cependant, ces modifications entraînent toujours des pertes importantes. Cui et al. ont conçu un masque plus durable constitué d'un film polymère de polydiméthylsiloxane (PDMS) pour créer une interface liquide-liquide/liquide-solide. La partie exposée de la surface des particules peut être ajustée en contrôlant la température et le temps de durcissement du PDMS, ce qui permet d'ajuster la profondeur à laquelle les particules s'enfoncent. L'avantage de cette technique est que le PDMS est inerte et durable dans de nombreuses solutions chimiques aqueuses, et que divers métaux, oxydes ou alliages tels que l'argent, l'or, le nickel et l'oxyde de titane peuvent modifier la surface exposée. Granick et al., dans un autre article, ont proposé une autre solution en utilisant une méthode hybride liquide-liquide/gaz-solide en commençant par immobiliser les nanoparticules de silice dans de la cire de paraffine à l'aide de la technique de l'interface liquide-solide discutée précédemment, puis en filtrant l'eau. Les particules ainsi immobilisées sont ensuite exposées à de la vapeur de silanol produite par barbotage d'azote ou d'argon gazeux à travers du silanol liquide, provoquant la formation d'une face hydrophile. La cire est ensuite dissoute dans du chloroforme, libérant les particules Janus.
Un autre exemple, plus traditionnel, de technique liquide-solide a été décrit par Sardar et al.. Des nanoparticules d'or sont tout d'abord immobilisées sur une surface de verre silanisée. Ensuite, la surface du verre est exposée à du 11-mercapto-1-undécanol, qui se lie à l'hémisphère exposé des particules d'or. Les particules sont ensuite retirées de la lame à l’aide d'éthanol contenant de l’acide 16-mercaptohexadécanoïque, qui fonctionnalise les hémisphères des nanoparticules précédemment masqués.

### Auto-assemblage

#### Copolymères séquencés

Représentation schématique de la synthèse de nanoparticules Janus à l'aide de la technique d'auto-assemblage de copolymères séquencés.

Cette technique utilise des méthodes éprouvées de production de copolymères séquencés (parfois appelés copolymères blocs) avec des géométries et des compositions bien définies sur une grande variété de substrats,. La synthèse de particules Janus par auto-assemblage via des copolymères séquencés a été décrite pour la première fois en 2001 par Erhardt et al., qui ont produit un polymère tribloc à partir de polyacrylate de méthyle, de polystyrène et de polybutadiène de faible masse molaire. Le polystyrène et le polyacrylate de méthyle formaient des couches alternées entre lesquelles le polybutadiène se retrouvait en sphères nanométriques. Les blocs ont ensuite été réticulés et dissous dans du tétrahydrofurane. Après plusieurs étapes de lavage, ils ont donné des particules Janus sphériques avec du polystyrène sur une face et du polyacrylate de méthyle sur l'autre, et un noyau central en polybutadiène. Cette technique permet de produire des sphères, des cylindres, des feuilles et des rubans Janus en ajustant les masses molaires des blocs dans le polymère initial, de même que le degré de réticulation,.

#### Adsorption compétitive
L’aspect clé de l’adsorption compétitive implique deux substrats dont les phases restent séparées en raison d’une ou plusieurs propriétés physiques ou chimiques qui s'opposent. Lorsque ces substrats sont mélangés à des nanoparticules, généralement de l’or, ils maintiennent leur séparation et forment deux faces,. Un bon exemple de cette technique a été démontré dans une étude par Vilain et al., au cours de laquelle des nanoparticules d'or recouvertes de phosphinine ont été exposées à de longues chaînes de thiols, entraînant la substitution des ligands de phosphinine d'une manière qui conservait les phases séparées pour produire des nanoparticules Janus. La séparation de phases a été prouvée en montrant que les thiols formaient un domaine localement pur sur la nanoparticule en utilisant la Spectroscopie infrarouge à transformée de Fourier. Jacobs et al. ont montré qu'il existait un problème majeur avec la méthode d'adsorption compétitive lorsqu'ils ont tenté de synthétiser des nanoparticules Janus d'or amphiphiles en utilisant l'adsorption compétitive de thiols hydrophobes et hydrophiles. Leur expérience était assez simple et ne comportait que deux étapes. Dans la première, les nanoparticules d'or recouvertes de bromure de tétra-n-octylammonium étaient produites. L'agent de couverture était ensuite retiré, puis de l'oxyde d'éthylène fonctionnalisé par un disulfure hydrophile et de l'oligo(p-phénylènevinylène) fonctionnalisé par un disulfure hydrophobe ont été ajoutés, avec diverses proportions. Jacobs et al. ont ensuite tenté de montrer que la séparation de phases à la surface des particules se produisait en comparant les angles de contact de l'eau à la surface d'une monocouche de particules Janus avec des nanoparticules constituées uniquement de ligands hydrophobes ou hydrophiles. Au lieu de cela, les résultats de cette expérience ont montré que même s’il existait une certaine séparation de phases, elle n’était pas complète. Cette étude souligne que le choix du ligand est extrêmement important et que tout changement peut entraîner une séparation de phase incomplète,.

### Séparation de phases

Schéma du principe de base de la méthode de séparation de phases pour produire des nanoparticules Janus : deux substances incompatibles (A et B) sont mélangées pour former une nanoparticule. A et B se séparent ensuite dans leurs propres hémisphères tout en constituant une seule particule.

Cette technique implique le mélange de deux ou plusieurs substances incompatibles qui se séparent ensuite dans leurs propres régions de l'espace tout en constituant une seule nanoparticule. Par ce procédé, il est possible de produire des particules Janus constituées de deux substances inorganiques et organiques.
Les méthodes de séparation de phases organiques les plus courantes utilisent la projection de matériaux polymères pour produire des particules Janus. Cette technique est illustrée par les travaux de Yoshida et al. pour produire des nanoparticules Janus pour lesquelles un hémisphère a une affinité pour les cellules humaines, tandis que l'autre hémisphère ne l'a pas. Yoshida et al. ont utilisé des copolymères polyacrylamide/poly(acide acrylique), qui n'ont aucune affinité pour les cellules humaines, avec des copolymères polyacrylamide/poly(acide acrylique) biotinylés, qui, lorsqu'ils sont exposés à des anticorps modifiés par la streptavidine, acquièrent une affinité pour les cellules humaines.
Les méthodes de séparation de phases inorganiques sont nombreuses et varient considérablement en fonction de l'application. La méthode la plus courante utilise la croissance d’un cristal d’une substance inorganique à partir d’une autre nanoparticule inorganique,. Une méthode unique consiste à recouvrir des nanoparticules composées de fer et de platine avec du soufre ayant réagi avec de l'acétylacétonate de cadmium, du phosphinoxyde de trioctyle et de l'hexadécane-1,2-diol à 100 °C pour produire des nanoparticules avec un noyau fer-platine et une coque amorphe cadmium-soufre. Le mélange est ensuite chauffé à 280 °C, entraînant une transition de phase et un éclatement partiel du noyau Fe-Pt, créant une sphère de Fe-Pt pure attachée à la nanoparticule recouverte de CdS. Une nouvelle méthode de synthèse de nanoparticules Janus inorganiques par séparation de phases a récemment été développée par Zhao et Gao, qui ont exploré l’utilisation de la méthode de synthèse par flamme pour produire des nanoparticules homogènes. Ils ont découvert qu'en brûlant une solution de méthanol contenant du tris-acétylacétonate ferrique et de l'orthosilicate de tétraéthyle, les composants de fer et de silicium formaient un solide mélangé, qui subit une séparation de phases lorsqu'il est chauffé à environ 1 100 °C pour produire des nanoparticules Janus de maghémite et de silice. De plus, ils ont trouvé qu'il était possible de modifier la silice après la production des nanoparticules Janus, la rendant hydrophobe en la faisant réagir avec de l'oléylamine.

## Propriétés et applications

### Matériaux Janus spécifique à une tâche
Le terme « matériaux Janus spécifiques à une tâche » fait référence aux fonctions non émulsifiants des particules Janus.

### Auto-assemblage des nanoparticules Janus
Les deux faces distinctes des particules Janus leur confèrent des propriétés particulières lorsqu'elles se trouvent dans une solution. En particulier, il a été observé qu’elles pouvaient s'auto-assembler de manière spécifique dans des solutions aqueuses ou organiques. Dans le cas de micelles Janus sphériques, ayant un hémisphère de polystyrène (PS) et un de polyméthacrylate de méthyle, il se produit une agrégation de particules dans divers solvants organiques, tels que le tétrahydrofurane. De même, des disques Janus composés d'une face recouverte de PS et l'autre de polyméthacrylate de tert-butyle peuvent subir un empilement dos à dos, formant des superstructures, lorsqu'ils se trouvent dans une solution organique. Ces particules Janus particulières forment des agrégats dans les solvants organiques étant donné que les deux côtés y sont solubles. Il semble que ce soit la légère sélectivité du solvant qui induise l'auto-assemblage, permettant la formation de groupements de particules Janus. Ce type d'agrégation ne se produit ni pour les copolymères blocs standards ni pour les particules homogènes, ce qui en fait donc une caractéristique spécifique aux particules Janus.
En solution aqueuse, on distingue deux types de particules biphasiques. Le premier est constitué de particules véritablement amphiphiles, possédant donc une face hydrophobe et une face hydrophile. Le deuxième type a ses deux faces solubles dans l’eau, tout en étant chimiquement distinctes. Pour illustrer le premier cas, des études approfondies ont été réalisées avec des particules Janus sphériques composées d’un hémisphère de polyméthacrylate de méthyle hydrosoluble et d’un autre côté de polystyrène insoluble dans l’eau. Dans ces études, les particules Janus se sont agrégées sur deux niveaux hiérarchiques. Le premier type d'agrégats auto-assemblés forme des petits amas, semblables à ce que l'on retrouve dans le cas des particules Janus dans une solution organique. Le deuxième type forme des groupements sensiblement plus gros que le premier, d'où leur nom de « supermicelles ». Malheureusement, la structure des supermicelles est toujours inconnue. Cependant, elle pourraient être similaire à celle des liposomes.
Dans le cas des particules Janus comportant deux faces distinctes mais toute deux solubles dans l'eau, le groupe de recherche de Granick apportent quelques éclaircissements. Ses travaux portent sur le regroupement de particules Janus dipolaires, dites « zwitterioniques », d'une taille de l'ordre du micron, dont les deux faces sont entièrement solubles dans l'eau. Les particules Janus zwitterioniques ne se comportent pas comme des dipôles électriques classiques, car leur taille est beaucoup plus grande que la distance à laquelle les attractions électrostatiques se font fortement ressentir. L'étude des particules Janus zwittérioniques démontre une fois de plus la capacité des particules Janus à former des amas parfaitement définis. Cependant, ce type particulier préfère s'agréger en amas plus grands car ceci est plus favorable sur le plan énergétique, du fait que chaque amas porte ainsi un dipôle macroscopique qui permet l'agrégation des amas déjà constitués en assemblages encore plus grands. Par rapport aux agrégats formés par les interactions de Van der Waals, entre particules homogènes, la forme des amas Janus zwitterioniques est différente et ces derniers sont moins denses et plus asymétriques.

### Modification d'auto-assemblage par pH
L'auto-assemblage de certains types de particules Janus peut être contrôlé par modification du pH de la solution. Lattuada et al. ont préparé des nanoparticules dont l'une des faces était recouverte d'acide polyacrylique (en anglais : polyacrylic acide, où PAA), un polymère sensible au pH. L'autre face était recouverte soit de méthacrylate de poly diméthylamino éthyle (en anglais : poly dimethylamino ethyl methacrylate, où PDMAEMA), un polymère chargé positivement, soit d'un polymère chargé négativement et insensible au pH, soit de poly-N-isopropyl acrylamide (PNIPAm), un polymère sensible à la température. En modifiant le pH de la solution, ils ont remarqué un changement dans le regroupement de leurs nanoparticules Janus. À des valeurs de pH très élevées, pour lequel le PDMAEMA n’est pas chargé alors que le PAA est fortement chargé, les nanoparticules Janus étaient très stables en solution. Cependant, en dessous d’un pH de 4, lorsque le PAA n’est pas chargé et que le PDMAEMA est chargé positivement, ils forment des amas finis. À des valeurs de pH intermédiaires, ils ont constaté que les nanoparticules Janus étaient instables en raison de l'interaction dipolaire entre les hémisphères chargés positivement et négativement.

### Réversibilité de la formation des amas et contrôle de la taille des amas
La possibilité de contrôler la taille des amas lors de l’agrégation des nanoparticules Janus a été démontré par Lattuada et al. qui ont réussi à contrôler la taille des amas pour des particules Janus ayant une face PAA et l'autre PDMAEMA ou PNIPAm, en mélangeant des petites quantités de nanoparticules Janus avec des particules recouvertes de PAA. Une caractéristique unique de ces amas était que les particules stables pouvaient être récupérées de manière réversible lorsque les conditions de pH élevé étaient rétablies. De plus, les nanoparticules Janus fonctionnalisées avec le PNIPAm ont permis de montrer qu'une agrégation contrôlée et réversible pouvait être obtenue en augmentant la température au-dessus de la température critique inférieure de solubilité du PNIPAm.

### Propriétés amphiphiles
Une caractéristique importante des nanoparticules Janus est leur capacité à avoir à la fois une partie hydrophile et une partie hydrophobe. Des groupes de recherche ont étudié les activités à la surface des nanoparticules ayant cette propriété amphiphile. En 2006, des nanoparticules Janus, produites à partir d'oxydes d'or et d'oxydes de fer, ont été comparées à leurs homologues homogènes en mesurant leur capacité à réduire la tension interfaciale entre l'eau et le n-hexane. Les résultats de ces expériences ont indiqué que les nanoparticules Janus étaient considérablement plus tensioactives que les particules homogènes de taille et de nature chimique comparables. En outre, augmenter le caractère amphiphile des particules permet d'augmenter l’activité interfaciale. La capacité des particules Janus à réduire la tension interfaciale entre l'eau et le n-hexane a confirmé les prédictions théoriques sur leur capacité à stabiliser les émulsions Pickering.
En 2007, la nature amphiphile des nanoparticules Janus a été examinée en mesurant la force d'adhésion entre la pointe d'un microscope à force atomique (en anglais : atomic force microscope, où AFM) et la surface des particules. Les interactions plus fortes entre la pointe hydrophile de l'AFM et la face hydrophile des particules Janus se sont traduites par une plus grande force d'adhésion. Les nanoparticules Janus étaient déposées sur des substrats modifiés soit de manière hydrophobe soit de manière hydrophile. Lors de l'utilisation d'une surface de substrat hydrophile, l'hémisphère hydrophobe des particules Janus était exposé, ce qui entraînait des disparités dans les mesures des forces d'adhésion. Ainsi, les nanoparticules Janus adoptent une conformation qui tend à maximiser les interactions avec la surface du substrat.
La faculté des nanoparticules Janus amphiphiles à s’orienter spontanément à l’interface entre de l'huile et de l’eau, est abondamment documentée,,. Ce comportement permet de considérer les nanoparticules Janus amphiphiles comme les analogues de tensioactifs moléculaires pour ce qui est de la stabilisation des émulsions. En 2005, des particules de silice sphériques aux propriétés amphiphiles ont été préparées en modifiant partiellement leur surface externe avec un agent alkylsilane. En milieu aqueux, ces particules forment des assemblages sphériques pouvant encapsuler des composés organiques non miscibles avec l'eau en présentant leur face hydrophobe alkylsilylée à la phase organique interne et leur face hydrophile à la phase aqueuse externe, stabilisant ainsi les gouttelettes d'huile dans l'eau. En 2009, la surface hydrophile des particules de silice a été rendue partiellement hydrophobe par adsorption de bromure de cétyltriméthylammonium. Ces nanoparticules amphiphiles s'assemblent spontanément à l'interface entre l'eau et le dichlorométhane. En 2010, des particules Janus composées de silice et de polystyrène, ayant leur partie polystyrène chargée de particules de magnétite de taille nanométrique, ont été utilisées pour former des émulsions d'huile cinétiquement stables dans l'eau, et pouvant être spontanément brisées lors de l'application d'un champ magnétique externe. Ces types de matériaux Janus trouvent des applications dans les commutateurs optiques à commande magnétique ou dans d'autres domaines apparentés. Les premières applications réelles des nanoparticules Janus concernaient la synthèse de polymères. En 2008, des nanoparticules Janus amphiphiles sphériques, ayant un côté en polystyrène et un côté en polyméthacrylate de méthyle, se sont révélées efficaces en tant qu'agents de compatibilisation de deux mélanges de polymères non miscibles à l'échelle de plusieurs grammes. Les nanoparticules Janus s'orientent à l'interface entre les deux phases polymères, même dans des conditions de température et de cisaillement élevées, ce qui permet la formation de domaines beaucoup plus petits de polyméthacrylate de méthyle dans une phase polystyrène. Les performances des nanoparticules Janus en tant qu'agents compatibilisants sont nettement supérieures à celles d'autres compatibilisants de pointe, tels que les copolymères blocs linéaires.

### Stabilisants dans les émulsions
Une application similaire des nanoparticules Janus en tant que stabilisants a été démontrée dans le cadre de la polymérisation en émulsion. En 2008, des nanoparticules Janus amphiphiles sphériques ont été utilisées pour la première fois pour la polymérisation en émulsion du styrène et de l'acrylate de n-butyle. La polymérisation ne nécessitait pas d'additifs ni de techniques de polymérisation en mini-émulsion, comme le font d'autres polymérisations en émulsion de Pickering. De plus, l'utilisation des nanoparticules Janus dans ce procédé a permis un très bon contrôle des tailles de particules avec une faible polydispersité.

### Catalyseur interphase Janus
Le catalyseur interphase Janus est une nouvelle génération de catalyseurs hétérogènes. Il est capable de produire des réactions organiques à l'interface entre deux phases via la formation d'une émulsion de Pickering.

### Catalyseur de décomposition du peroxyde d'hydrogène
En 2007, des nanoparticules Janus sphériques de polystyrène, dont une face était recouverte de platine, ont été utilisées pour la première fois pour catalyser la décomposition du peroxyde d'hydrogène (H2O2),. La particule de platine catalyse la réaction chimique de surface : 2H2O2 → O2 + 2H2O. La décomposition du peroxyde d'hydrogène a ainsi permis de créer des nanomoteurs catalytiques Janus, dont le mouvement a pu être analysé expérimentalement et théoriquement à l'aide de techniques analytiques et de simulations sur ordinateur. Le mouvement des nanoparticules Janus sphériques s’est avéré être en accord avec les prédictions des découvertes théoriques. En fin de compte, les nanomoteurs catalytiques ont des applications pratiques pour délivrer des produits chimiques dans des puces microfluidiques, pour éliminer la pollution dans les milieux aquatiques, pour éliminer les produits chimiques toxiques dans les systèmes biologiques et pour réaliser des procédures médicales.
En 2013, sur la base de résultats de simulation sur ordinateur, il a été montré que les particules Janus automotrices pouvaient être utilisées pour démontrer directement l'effet cliquet, un phénomène hors équilibre. Le cliquetis des particules Janus peut être d'un ordre de grandeur plus intense que celui des cliquets des potentiels thermiques ordinaires et donc facilement accessible expérimentalement. En particulier, le pompage autonome d’un large mélange de particules passives peut être induit en ajoutant simplement une petite fraction de particules Janus.

### Fibres hydrofuges
En 2011, une application des nanoparticules Janus s'est révélée dans le domaine des textiles. Des fibres hydrofuges peuvent être préparées en enduisant un tissu en polyéthylène téréphtalate avec des nanoparticules Janus sphériques amphiphiles. Les particules Janus se lient à la surface hydrophile du textile, tandis que leur côté hydrophobe est exposé à l'environnement, offrant un comportement hydrofuge. Des particules Janus d'une taille de 200 nm peuvent se déposer sur la surface des fibres, une technique très efficaces pour la conception de textiles hydrofuges.

### Applications en biologie
Des progrès révolutionnaires en biologie ont conduit à une tendance vers des matériaux sur mesure dotés de propriétés physiques et chimiques à l’échelle nanométrique, et conçues avec beaucoup de précision. Les nanoparticules Janus jouent intrinsèquement un rôle crucial dans de telles applications. En 2009, un nouveau type de matériau bio-hybride composé de nanoparticules Janus ayant une affinité spatialement contrôlée avec les cellules endothéliales humaines a été signalé. Ces nanoparticules ont été synthétisées par modification sélective de surface. Un hémisphère présentait une affinité de liaison élevée pour les cellules endothéliales humaines et l'autre hémisphère était résistant à toute liaison cellulaire. Les particules Janus ont été fabriquées par jet électrohydrodynamique de deux solutions liquides polymères. Lorsqu'elles ont été incubées avec des cellules endothéliales humaines, ces nanoparticules Janus se sont comportées comme prévu : une face s'est liée aux cellules endothéliales humaines, tandis que l'autre face ne s'y liait pas. Non seulement ces nanoparticules se liaient au sommet des cellules endothéliales, mais elles s'associaient également tout autour du périmètre des cellules pour former une paroi particulaire. De plus, la biocompatibilité entre les nanoparticules Janus et les cellules humaines était excellente. Le but de ces applications est de concevoir à terme des sondes basées sur des nanoparticules Janus, qui permettraient d'obtenir des informations directionnelles sur les interactions entre cellules et particules.

#### Nanocoraux
En 2010, un nouveau type de sonde cellulaire, appelée nanocoral, a été synthétisé à partir de nanoparticules Janus, combinant ciblage spécifique cellulaire et détection biomoléculaire. Le nanocoral était composé d'un hémisphère recouvert de polystyrène et l'autre recouvert d'or. L'hémisphère de polystyrène a été fonctionnalisé sélectivement avec des anticorps ciblant les récepteurs de cellules spécifiques. La démonstration a été faite en fonctionnalisant la région en polystyrène avec des anticorps qui se fixent spécifiquement sur les cellules cancéreuses du sein. La région recouverte d'or a été utilisée pour la détection et l’imagerie. Ainsi, les mécanismes de ciblage et de détection étaient découplés et pouvaient être conçus séparément suivant la particularité de l'expérience. En outre, la région en polystyrène pouvait être utilisée comme support pour des médicaments et autres produits chimiques par adsorption ou encapsulation hydrophobe de surface, faisant potentiellement du nanocoral un nanocapteur multifonctionnel.

#### Imagerie et thérapie magnétolytique
Toujours en 2010, des nanoparticules Janus synthétisées avec des particules magnétiques hydrophobes sur un hémisphère et du poly(styrene-block-allyl alcohol) sur l'autre hémisphère, ont été utilisées en imagerie et en thérapie magnétolytique. Le côté magnétique des nanoparticules répondait bien aux stimulus magnétiques externes. Les nanoparticules se sont rapidement attachées aux surfaces cellulaires en présence d'un champ magnétique. La thérapie magnétolytique a pu être réalisée en générant des lésions aux membranes cellulaires, par la modulation d'un champ magnétique. Tout d’abord, les nanoparticules ont été mises en contact avec les cellules d'une tumeur, puis un champ magnétique tournant a été appliqué. Après 15 minutes, la majorité des cellules de la tumeur avaient été détruites. Les nanoparticules Janus magnétiques pourraient servir de base à des applications potentielles en médecine et en électronique. Des réponses rapides aux champs magnétiques externes pourraient devenir une approche efficace pour l’imagerie ciblée, pour les thérapies in vitro et in vivo, ainsi que pour le traitement de certains cancers. De même, une réponse rapide aux champs magnétiques est également envisageable pour fabriquer des écrans d'affichage intelligents, ouvrant ainsi de nouvelles opportunités en électronique et en spintronique.
En 2011, des nanoparticules Janus recouvertes de silice, composées d'oxyde d'argent et d'oxyde de fer (Fe2O3), ont été préparées en une seule étape grâce à une technologie d'aérosol à flamme évolutive. Ces nanoparticules hybrides (plasmoniques et magnétiques) possédaient des propriétés applicables à l'imagerie biologique et médicale, à l'administration ciblée de médicaments, au diagnostic in vivo et à la thérapie. Le but de la fine couche de SiO2 était de réduire la libération des ions Ag+ de la surface des nanoparticules vers les cellules vivantes, à cause de leur toxicité. En conséquence, ces nanoparticules hybrides n’ont montré aucune cytotoxicité lors de l'imagerie et sont restées stables en suspension sans aucun signe d’agglomération ou de sédimentation, permettant ainsi à ces nanoparticules de servir de sondes multifonctionnelles biocompatibles pour l'imagerie. Ensuite, en marquant leurs surfaces et en les liant sélectivement sur la membrane des cellules Raji et HeLa vivantes, il a été démontré que les nanoparticules pouvaient jouer le rôle de biomarqueurs et elle ont été détectées sous éclairage en chambre sombre. Ces nouvelles nanoparticules Janus hybrides ont surmonté les limitations individuelles des nanoparticules de Fe2O3 (mauvaise stabilité des particules en suspension) et d'Ag (toxicité), tout en conservant les propriétés magnétiques souhaitées de Fe2O3 et les propriétés optiques plasmoniques d'Ag.

### Applications en électronique
L'application des particules Janus à l'électronique a été démontrée pour la première fois par Nisisako et al., qui ont utilisé l'anisotropie électrique des particules Janus constituées d'un pigment blanc et d'un pigment noir à chacun des deux hémisphères. Ces particules ont été utilisées pour fabriquer des écrans commutables en plaçant une fine couche de ces sphères entre deux électrodes. En modifiant le champ électrique appliqué, les particules orientent leur côté noir vers l'anode et leur côté blanc vers la cathode. Ainsi l'orientation et la couleur de l'affichage peuvent être modifiées par simple inversion du champ électrique.
Des particules Janus en graphène ont été utilisées dans des batteries sodium-ion expérimentales afin d'augmenter leur densité énergétique. Une face fournit des sites d'interaction tandis que l'autre assure la séparation inter-couches. La densité énergétique a atteint 337 mAh/g.

## Voir également
- Micronageur
- Particule brownienne active